# Fiscalité du Burkina Faso
Cet article concerne la fiscalité du Burkina Faso, il expose les principaux impôts et taxes du Burkina Faso.

## TVA
La Taxe sur la valeur ajoutée est un impôt indirect sur la consommation ou encore un impôt sur la dépense. C’est le consommateur final qui en supporte la charge définitive.
Elle est collectée par l’intermédiaire de l’assujetti (personne physique ou morale exerçant une activité économique imposable) pour le service des impôts, à chaque étape du circuit économique.
L’impôt frappe la valeur ajoutée au produit ou au service vendu et non le chiffre d’affaires.
Le taux de la TVA au Burkina Faso est de 18 %.

### Personnes Imposables
- les personnes physiques ou morales qui réalisent des affaires imposables (autre que salariée) ;
- les personnes suivantes ayant opté à la TVA : exploitants agricoles, éleveurs, pêcheurs.

### Les personnes exonérées
- l'État, les collectivités territoriales et les  établissements publics ;
- les contribuables relevant du Régime simplifié d’imposition,
- les contribuables relevant de la Contribution des micros entreprises ;
- les agriculteurs, éleveurs, pêcheurs (sauf option) ;
- les artistes pour les ventes de leurs œuvres d'art (sauf articles d'orfèvrerie, de bijouterie, de joaillerie) ;
- les salariés (pour leurs salaires).

### Opérations imposables
Les affaires imposables au taux de 18 %
En principe toutes les affaires faites au Burkina sont imposable à la TVA, il s’agit notamment :
des importations ;
des activités lucratives non salariées réalisées au Burkina (ventes, travaux immobiliers, prestations). 
Les affaires imposables au taux de 0 %
Les opérations d’exportation et assimilées sont dites « exonérées » dans le code des impôts (CIDI). En réalité compte tenu traitement fiscal lié à ces opérations, il y a lieu de les considérer comme imposables au taux de 0 %. Il s’agit notamment :
les exportations directes de biens,
les réexportations en suite de régime douanier suspensif et les services assimilés à des exportations.
Sont assimilés à des exportations les transports terrestres pour la partie réalisée à l'étranger lorsque les prestations sont effectuées du Burkina Faso vers l'étranger.

### Les affaires exonérées
Il y a lieu de traiter les produits exonérés en premier lieu avant d’aborder les services exonérés.
Les produits exonérés :
Sont exonérées les opérations portant sur les produits listés à l’article 308 du Code Général des Impôts (CGI) ; il s’agit entre autres :
- des médicaments, produits pharmaceutiques, matériels et produits spécialisés pour les activités médicales ;
- animaux vivants reproducteurs de race pure (bovins, porcins, chevaux, ânes, mulets et bardots) ;
- coqs, poules, canards, oies, dindons, dindes et pintades, vivants des espèces domestiques d’un poids n’excédant pas 185 g ;
- lait et crème de lait ;
- céréales ;
- cahiers, livres, brochures et imprimés similaires scolaires ou scientifiques ;
- papier journal en rouleau ou en feuille, journaux et publications périodiques imprimés, même illustrés ou contenant de la publicité ;
- machines et autres produits destiné à l’agriculture et à l’élevage ;
- équipements d’énergie solaire ;
- les matériaux de construction dans le cadre projets immobiliers agréés ;
- les marchandises placées sous un régime douanier suspensif.

Les opérations exonérées :
- les transports aériens internationaux et les déménagements internationaux par voie aérienne ;
- l’avitaillement des aéronefs à destination de l’étranger ;
- les affaires de vente, de réparation, de transformation et d'entretien d'aéronefs destiné aux compagnies de navigation aérienne dont les services à destination de l'étranger représentent au moins 50 % de l'ensemble des lignes qu'elles exploitent ;
- les ventes, cessions ou prestations réalisées par l'État, les collectivités territoriales des établissements publics ;
- les ventes d'emballages par les fabricants pour le conditionnement des fruits et légumes destinés à l'exportation par les professionnels. Les modalités d'application de l'exonération sont fixées par voie réglementaire ;
- les agios afférents à la mobilisation par voie de réescompte ou de pension des effets publics ou privés figurant dans les portefeuilles des banques, des établissements financiers et dans les organismes publics ou semi-publics habilités à réaliser des opérations d'escompte ainsi que ceux afférents à la première négociation d'effets destinés à mobiliser les prêts consentis par les mêmes organismes ;
- les opérations effectuées par les entreprises d'assurance et de réassurance, et, qui sont soumises à la taxe sur les assurances ;
- les opérations effectuées par les courtiers en assurances ;
- les consultations médicales, soins et autres prestations présentant un caractère médical ;
- les décorticages et opérations de conditionnement portant sur les céréales ;
- les intérêts servis par les établissements financiers sur les comptes d'épargne des personnes physiques et des associations légalement autorisées ;
- les locations d’immeubles nus à usage d’habitation ;
- les opérations de crédits dits crédits de masse ou crédits collectifs octroyés aux paysans au titre de la culture attelée, de la culture maraîchère et de la motorisation intermédiaire ;
- les mutations d'immeubles, de droits réels immobiliers et les mutations de fonds de commerce soumises aux droits d'enregistrement ou à une imposition équivalente à l'exclusion des opérations effectuées par les marchands de biens ;
- les opérations effectuées par les entreprises de construction d'habitats sociaux agréées comme telles et dont les prix de référence sont fixés par les pouvoirs publics ;
- les opérations de transfert de malades ;
- les recettes réalisées dans le cadre de l'enseignement préscolaire, primaire, secondaire et supérieur dispensé dans les établissements publics et dans les établissements privés reconnus par l'État ;
- les services rendus par les associations à but non lucratif légalement constituées et les établissements reconnus d'utilité publique, sous réserve que lesdits services soient conformes à l'objet statutaire de l'association ou de l'établissement ;
- les opérations ayant pour objet la cession de valeurs mobilières et de créances ;
- les fournitures d'eau et d'électricité aux personnes physiques pour la tranche sociale de leur consommation domestique pour un niveau fixé par décret pris en Conseil des ministres ;
- les prestations de services portant sur les produits soumis à la taxe unique sur les produits pétroliers ;
- les opérations de transport terrestre urbain en commun ;
- les locations effectuées par les sociétés de crédit-bail pour le matériel médical ;
- les intérêts sur les prêts consentis aux personnes physiques pour la construction ou l'acquisition de la première maison ou du premier appartement destiné à leur habitation principale lorsque la valeur hors taxe ne dépasse pas un montant fixé par arrêté du Ministre chargé des Finances ;
- les opérations portant sur les jeux de hasard ;
- les prestations d'hébergement et de restauration fournies aux malades dans les structures sanitaires.

## Impôt unique sur les traitements et salaires (IUTS)
L’impôt unique sur les traitements et salaires est calculé et retenu par l’employeur pour le compte du trésor public. Cependant le salarié calcule lui-même et le reverse au trésor public dans le cas où l’employeur ne serait pas domicilié au Burkina Faso.

### Les personnes imposables
Sont imposables à l’IUTS les personnes ci-après :
tous les salariés du Burkina Faso quels que soient leur nationalité et leur statut ;
tous les salariés domiciliés ou ayant une résidence habituelle au Burkina ;
les salariés non domiciliés au Burkina si l'employeur est domicilié au Burkina et que l'activité salariée s'exerce au Burkina ;
les personnes qui se trouvent en congé hors du Burkina Faso ;
les fonctionnaires ou agents de l’État ou des collectivités locales servant à l'étranger, qui ne sont pas soumis à l’impôt sur le revenu dans le pays d’accueil.

### Les personnes exonérés
Sont exonérés de l’IUTS les personnes qui possèdent leur domicile ou leur résidence habituelle dans un État lié au Burkina Faso par une convention visant à éliminer les doubles impositions, si elles justifient y être imposées sur l’ensemble de leur revenus (pays membres de l’UEMOA, France et Tunisie).
Calcul de l’IUTS
Pour le calcul de l’IUTS les taux progressifs suivants  sont appliqués:
L’IUTS fait l’objet de retenues à la source qui porte sur le montant net du revenu imposable déterminé dans les conditions citées ci-dessus. Ces retenues sont effectuées mensuellement à l’aide du barème ci-dessous :
| Tranches de revenu   | Taux   |
| -------------------- | ------ |
| 0 à 30 000           | 0 %    |
| 30 100 à 50 000      | 12,1 % |
| 50 100 à 80 000      | 13,9 % |
| 80 100 à 120 000     | 15,7 % |
| 120 100 à 170 000    | 18,4 % |
| 170 100 à 250 000    | 21,7 % |
| 250 100 et au-dessus | 25 %   |

L’impôt ainsi calculé est brut. Le contribuable peut obtenir une réduction d’impôt pour charge de famille appelé abattements dont le taux varie comme suit :
- 1 charge :  8 %
- 2 charges : 10 %
- 3 charges : 12 %
- 4 charges : 14 %

Sont considérés comme étant à la charge du contribuable, à la condition de n’avoir pas de revenus distincts de ceux qui servent de base à l’imposition de ce dernier :
Les enfants mineurs ou infirmes ou âgés de moins de 25 ans lorsqu’ils  poursuivent leurs études ;
Sous les mêmes conditions les orphelins recueillis par lui à son propre foyer et dont il assure entièrement l’entretien ;
Un conjoint non salarié.

## Impôt sur les sociétés
L’impôt sur les sociétés  est assis sur l’ensemble des bénéfices ou revenus réalisés au Burkina Faso par les personnes imposables définies ci-dessous.
Le bénéfice englobe l’ensemble des activités réalisées par l’entreprise qu’il s’agisse d’activités de négoce, de prestations ou autres.

### Personnes imposables
L’impôt sur les sociétés est dû par certaines personnes appelées sociétés et organismes assimilés limitativement énumérées par la loi.
Sociétés passibles de l’IS
1) Sont passibles de l’impôt sur les sociétés en raison de leur forme :
les sociétés de capitaux ou assimilés quel que soit leur objet : les SA et les SARL y compris celles ne comprenant qu'un associé unique ;
les sociétés en nom collectif (SNC), les sociétés en commandite simple (SCS), les sociétés en participation (SP) et les Groupements d'intérêt économique (GIE) ;
les sociétés coopératives et leurs unions, les associations et les organismes légalement assimilés.
2) Sont imposables à l’impôt sur les sociétés en raison de leurs activités :
les établissements publics, les organismes de l'État ou des collectivités territoriales, qui jouissent de l'autonomie financière et se livrent à une activité à caractère industriel ou commercial ou à des opérations à caractère lucratif ;
les fonds créés par voie législative ou réglementaire ne jouissant pas de la personnalité morale et dont la gestion est confiée à des organismes de droit public ou privé, lorsque ces fonds ne sont pas expressément exonérés par une disposition d'ordre législatif ;
les sociétés civiles qui se livrent à une exploitation ou à des opérations de nature commerciale, industrielle, artisanale ou agricole, notamment :
- lorsqu'elles se livrent à des opérations d'intermédiaire pour l'achat ou la vente d'immeubles ou de fonds de commerce, d'actions ou parts de sociétés immobilières ou lorsqu'elles achètent habituellement en leur nom les mêmes biens en vue de les revendre ;

- lorsqu'elles procèdent au lotissement et à la vente, après exécution des travaux d'aménagement et de viabilisation de terrains acquis à titre onéreux ;

- lorsqu'elles donnent en location un établissement commercial ou industriel muni du mobilier et du matériel nécessaire à son exploitation, que la location comprenne ou non tout ou partie des éléments incorporels du fonds de commerce ou d'industrie.

les sociétés civiles qui comprennent parmi leurs membres une ou plusieurs sociétés de capitaux ou qui ont opté pour ce régime d'imposition.
les sociétés de fait ;
toutes autres personnes morales se livrant à une exploitation ou à des opérations à caractère lucratif, ou qui ne seraient pas assujetties à un autre impôt sur les revenus.
3) Sont enfin soumis à cet impôt sur option :
- les syndicats financiers ;
- les sociétés civiles professionnelles.

### Exemptions
Selon les dispositions de l’article 5 de la loi sur l’impôt sur les sociétés (IS), sont exonérés d’impôt sur les sociétés :
- les sociétés coopératives de consommation ;
- les établissements publics de l'État ou des collectivités territoriales, n'ayant pas un caractère industriel ou commercial ;
- les caisses de crédit mutuel agricole ;
- les institutions mutualistes ou coopératives d'épargne et de crédit ;
- la BCEAO ;
- les sociétés coopératives agricoles, associations d'intérêt général agricole, sociétés d'assurances et de réassurances mutuelles agricoles ;
- les sociétés de secours mutuels ;
- les sociétés civiles professionnelles qui n’ont pas opté pour cet impôt ;
- les centres de gestion agréés ;
- les associations ou organismes sans but lucratif sous réserve du respect strict de leur objet ;
- les sociétés d'investissement en valeurs mobilières et les sociétés de gestion et de portefeuille;
- les syndicats financiers sauf option.

### Taux de calcul
Le taux de l’impôt sur les sociétés est de 27,5 % et s’applique sans abattement au bénéfice imposable. Toute fraction du bénéfice imposable inférieure à mille (1 000) francs CFA est négligée.
Les petites entreprises qui adhèrent à un centre de gestion agréé bénéficient d’une réduction sur le taux de l’IS, et sont soumis à un taux de 19,25 %.

### Les régimes d'imposition[2]
|                                            | Contribution forfaitaire               | Contribution forfaitaire | RSI                   | RSI                       | RNI                   | RNI                  |
| ------------------------------------------ | -------------------------------------- | ------------------------ | --------------------- | ------------------------- | --------------------- | -------------------- |
| CSI 2014                                   | CME 2015                               | RSI 2014                 | RSI 2015              | RN 2014                   | RN 2015               |                      |
| Prestataire de service et activités mixtes | Personnes physiques CAHT /An de -15 M  | CAHT/An de -15 M         | CAHT/An de 15 à 50 M  | CAHT/An de 15 à - de 50 M | CAHT/An de 50 M et +  | CAHT/An de 50 M et + |
| Livraison de biens et travaux publics      | Personnes physiques CAHT /An de - 30 M | CAHT/An de -15 M         | CAHT/An de 30 à 100 M | CAHT/An de 15 à - de 50 M | CAHT/An de 100 M et + | CAHT/An de 50 M et + |

CSI = Contribution du Secteur Informel
CME = Contribution des Micros entreprises
RSI = Réel Simplifié d’Imposition
RNI = Réel Normal d’Imposition 

## Impôt sur les revenus des valeurs mobilières
Sont soumis à l'impôt sur le revenu des valeurs mobilières, les revenus distribués par les sociétés et personnes morales soumises à l'impôt sur les sociétés au Burkina Faso.
Le tarif de l’impôt est fixé à :
- 6 % pour les intérêts, arrérages et autres produits des obligations émises au Burkina Faso ;

- 12,5 % pour tous autres produits, sous réserve de la réduction temporaire édictée par l'article 658 nouveau ci-après.

Les sociétés, entreprises ou compagnies nouvellement constituées paient l'impôt au tarif réduit de moitié sur les produits des actions qu'elles distribuent au titre des trois premiers exercices sociaux suivant leur constitution, la durée de ces trois exercices ne pouvant excéder une durée globale de quarante deux mois.

## Impôt sur les revenus des capitaux mobiliers (IRCM)
Depuis le 1er janvier 2018, L’impôt sur le revenu des valeurs mobilières (IRVM) et l’impôt sur le revenu des créances (IRC) ont été "fusionnés" pour créer l’impôt sur les revenus des capitaux mobiliers (IRCM). 
Le taux de l’impôt est fixé ainsi qu'il suit ( Article 140 du CGI ) : 
- 25% pour les revenus de créances et pour tous les revenus non soumis à un taux spécifique;
- 6 % pour les intérêts, arrérages et autres produits des obligations émises au Burkina Faso ;12,5 % pour tous autres produits, sous réserve de la réduction temporaire édictée à l'article 141 du CGI.

## Prélèvements et retenues à la source[2]
| RETENUES A LA SOURCE SUR LES SOMMES VERSÉE AUX PRESTATAIRES SYNTHESE | RETENUES A LA SOURCE SUR LES SOMMES VERSÉE AUX PRESTATAIRES SYNTHESE | RETENUES A LA SOURCE SUR LES SOMMES VERSÉE AUX PRESTATAIRES SYNTHESE | RETENUES A LA SOURCE SUR LES SOMMES VERSÉE AUX PRESTATAIRES SYNTHESE | RETENUES A LA SOURCE SUR LES SOMMES VERSÉE AUX PRESTATAIRES SYNTHESE |
| -------------------------------------------------------------------- | -------------------------------------------------------------------- | --- | --- | --- |
| NON RÉSIDENTS                                                        | R.A.S des non résidents                                              | - 0 % pour les résidents fiscaux UEMOA, France et Tunisie ; - 10 % pour les prestations relatives aux opérations minières réalisées au profit des entreprises minières. - 20 % pour les autres. | - 0 % pour les résidents fiscaux UEMOA, France et Tunisie ; - 10 % pour les prestations relatives aux opérations minières réalisées au profit des entreprises minières. - 20 % pour les autres. | - 0 % pour les résidents fiscaux UEMOA, France et Tunisie ; - 10 % pour les prestations relatives aux opérations minières réalisées au profit des entreprises minières. - 20 % pour les autres.                                                                         |
| RÉSIDENTS                                                            | RAS Salariés                                                         | Prestations occasionnelles faites par des salariés | 10 % | 10 % |
| RÉSIDENTS                                                            | RAS Salariés                                                         | enseignants vacataires quel que soit leur statut | 2 % | 2 % |
| RÉSIDENTS                                                            | RAS non Salariés                                                     | autres prestataires | personnes immatriculées (IFU) | - 1 % pour les travaux immobiliers et les travaux publics ; - 5 % pour autres prestations. |
| RÉSIDENTS                                                            | RAS non Salariés                                                     | autres prestataires | personnes non immatriculées (sans IFU) | - 25 % : personnes physiques non salariées exerçant leur activité à titre principal et habituel et donc normalement imposables au BNC, au BIC ou à la CME. ; - 10 % : personnes physiques non salariées n’ayant pas le statut principal de professionnels indépendants. |

## Contribution des patentes
Sont assujetties à la contribution des patentes toutes personnes physiques ou morales exerçant au Burkina Faso une activité professionnelle non salariée.
La contribution des patentes se compose d’un droit fixe et d’un droit proportionnel.
| Chiffre d’affaires                                                                      | Droit fixe |
| --------------------------------------------------------------------------------------- | ---------- |
| Inférieur ou égal à un million                                                          | 5.000 F    |
| Supérieur à 1 million et inférieur ou égal à 3 millions                                 | 7.000 F    |
| Supérieur à 3 millions et inférieur ou égal à 5 millions                                | 10.000 F   |
| Supérieur à 5 millions et inférieur ou égal à 7 millions                                | 15.000 F   |
| Supérieur à 7 millions et inférieur ou égal à 10 millions                               | 25.000 F   |
| Supérieur à 10 millions ou inférieur ou égal à 15 millions                              | 40.000 F   |
| Supérieur à 15 millions et inférieur ou égal à 20 millions                              | 60.000 F   |
| Supérieur à 20 millions et inférieur ou égal à 30 millions                              | 85.000 F   |
| Supérieur à 30 millions et inférieur ou égal à 50 millions                              | 125.000 F  |
| Supérieur à 50 millions et inférieur ou égal à 75 millions                              | 175.000 F  |
| Supérieur à 75 millions et inférieur ou égal à 100 millions                             | 250.000 F  |
| Supérieur à 100 millions et inférieur ou égal à 150 millions                            | 325.000 F  |
| Supérieur à 150 millions et inférieur ou égal à 200 millions                            | 400.000 F  |
| Au-dessus de 200.000.000 : ajouter 100.000 F par 100.000.000 ou fraction de 100.000.000 |            |

Le taux du droit proportionnel est fixé à 8 %. En aucun cas, son montant ne peut être inférieur au cinquième du droit fixe.

## Droit d'enregistrement
Le droit d'enregistrement est une taxe qui frappe les contrats (sauf les contrats de travail) et les transactions sous seing privé. Ce droit peut être fixe, proportionnel, progressif ou dégressif.
Liste des cas les plus courants et tarifs :
- Contrat de bail immobilier commercial : 5 % du total annuel des loyers prévus

- Contrat de bail immobilier d'habitation : 3 % du total annuel des loyers prévus

- Marchés publics : 3 % du montant du marché

- Transactions sur les biens immobiliers : 8 % du montant de la transaction.

## Fiscalités spécifiques

### Miniers
Les entreprises titulaires d'un permis de recherche d'exploitation ou les bénéficiaires d'une autorisation d'exploitation minière bénéficie d’avantages fiscaux en phase de recherche et de travaux préparatoires (tarif douanier réduit, exemption TVA, de patente, …)

### Avantages liés aux investissements
Les bénéficiaires des avantages fiscaux
Les bénéficiaires du régime de droit commun
il s’agit des entreprises réalisant des investissements dans les domaines de la production, de la conservation, de la transformation et des prestations de services.
Les bénéficiaires des régimes privilégiés
Le régime A :
les entreprises dont l’investissement est supérieur ou égal à 100.000.000 F et strictement inférieur à 500.000.000 F, hors taxes et hors fonds de roulement entraînant la création d'au moins 20 emplois permanents ;
les entreprises des secteurs de l'agriculture, de la sylviculture, de l'élevage et de la pisciculture dont l’investissement est supérieur ou égal à 25.000.000 F et strictement inférieur à 125.000.000 F, hors taxes et hors fonds de roulement entraînant la création d'au moins 5 emplois permanents.
Le régime B :
les entreprises dont l’investissement est supérieur ou égal à 500.000.000 F et inférieur à 2.000.000.000 F hors taxes et hors fonds de roulement entraînant la création d'au moins 30 emplois permanents ;
les entreprises des secteurs de l'agriculture, de la sylviculture, de l'élevage et de la pisciculture dont l’investissement est supérieur ou égal à 125.000.000 F et inférieur à 500.000.000 F hors taxes et hors fonds de roulement entraînant la création d'au moins 7 emplois permanents.
Le régime C :
les entreprises dont l'investissement est supérieur ou égal à 2.000.000.000 F hors taxes et hors fonds de roulement entraînant la création d'au moins 40 emplois permanents ;
les entreprises des secteurs de l'agriculture, de la sylviculture, de l'élevage et de la pisciculture dont l'investissement est supérieur ou égal à 500.000.000 F hors taxes et hors fonds de roulement entraînant la création d'au moins 10 emplois permanents.
Le régime D :
les entreprises dont l'investissement est égal ou supérieur à 1.000.000.000 F hors taxes et hors fonds de roulement entraînant la création d'au moins 30 emplois permanents et dont la production destinée à l'exportation est égale ou supérieure à 80 % ;
les entreprises des secteurs de l'agriculture, de la sylviculture, de l'élevage et de la pisciculture dont l'investissement est égal ou supérieur à 250.000.000 F hors taxes et hors fonds de roulement entraînant la création d'au moins 7 emplois permanents et dont la production destinée à l'exportation est égale ou supérieure à 80 %.
Les avantages des régimes privilégiés
Le régime A
A l’investissement
- Au titre du droit de douane : l’acquittement du droit de douane de la catégorie 1 du tarif des douanes au taux de 5 %  sur les équipements d’exploitation et le premier lot de pièces de rechange les accompagnants ;

- Au titre de la  Taxe sur la Valeur Ajoutée (TVA) :

- L’exonération pour les entreprises nouvelles, de la TVA exigible sur les équipements d’exploitation et  le premier lot de pièces de rechange les accompagnant ;

- En cas d’extension, le remboursement de crédit de TVA dont dispose l’entreprise à l’issue d’une période de déclaration dans la limite de la TVA acquittée sur les équipements d’exploitation et  le premier lot de pièces de rechange les accompagnant ;

- L’exonération pour les entreprises nouvelles, de la TVA sur les équipements d’exploitation fabriqués localement ;

Dans le cadre d’un contrat de crédit-bail assorti de transfert de l’exonération de la TVA et de l’acquittement du droit de douane de la catégorie 1 du tarif des douanes au taux de 5 %, les loyers des biens susmentionnés sont exonérés de TVA.
A l’exploitation
- Au titre de l’impôt sur les bénéfices :

- Report des reliquats de déficits successivement jusqu’au 2e exercice après le terme des reports déficitaires autorisés par la législation en vigueur ;

- Déduction pour les entreprises nouvelles d’une partie des investissements dont la nature sera définie par décret. Le montant des déductions autorisées est fixé à 50 % du montant des investissements retenus sans excéder 50 % du bénéfice.

Ces déductions peuvent s’étaler sur cinq exercices fiscaux successifs  au terme desquels, le reliquat du crédit d’impôt autorisé et non utilisé n’est ni imputable, ni remboursable. Pour les projets d’extension agrées, pour chaque exercice fiscal, le montant des déductions ne pourra dépasser 50 % du bénéfice imposable.
Les investissements admis en déduction sur le bénéfice sont les biens mobiliers, immobiliers et matériels acquis à l’état neuf à l’occasion de la création d’entreprises nouvelles ou de projets d’extension agréés.
- Au titre de la patente : exonération du droit proportionnel pendant cinq ans ;

- Au titre de la taxe patronale et d’apprentissage(TPA) : exonération totale pendant cinq ans  de la taxe patronale et d’apprentissage.

Ces avantages liés à l’exploitation courent à partir de la date de démarrage constatée par un arrêté du Ministre chargé de l’industrie.
Le régime B
A l’investissement
- Au titre du droit de douane : l’acquittement du droit de douane de la catégorie 1 du tarif des douanes au taux de 5 % sur les équipements d’exploitation et le premier lot de pièces de rechange les accompagnants ;

- Au titre de la  Taxe sur la Valeur Ajoutée(TVA) :

- L’exonération pour les entreprises nouvelles, de la TVA exigible sur les équipements d’exploitation et  le premier lot de pièces de rechange les accompagnant ;

- En cas d’extension, le remboursement de crédit de TVA dont dispose l’entreprise à l’issue d’une période de déclaration dans la limite de la TVA acquittée sur les équipements d’exploitation et  le premier lot de pièces de rechange les accompagnant ;

- L’exonération pour les entreprises nouvelles, de la TVA sur les équipements d’exploitation fabriqués localement ;

Dans le cadre d’un contrat de crédit-bail assorti de transfert de l’exonération de la TVA et de l’acquittement du droit de douane de la catégorie 1 du tarif des douanes au taux de 5 %, les loyers des biens susmentionnés sont exonérés de TVA.
A l’exploitation
- Au titre de l’impôt sur les bénéfices :

- Report des reliquats de déficits successivement jusqu’au  3e exercice  après le terme des reports déficitaires autorisés par la législation en vigueur ;

- Déduction pour les entreprises nouvelles d’une partie des investissements dont la nature sera définie par décret. Le montant des déductions autorisées est fixé à 50 % du montant des investissements retenus sans excéder 50 % du bénéfice.

Ces déductions peuvent s’étaler sur six exercices  fiscaux successifs  au terme desquels, le reliquat du crédit d’impôt autorisé et non utilisé n’est ni imputable, ni remboursable. Pour les projets d’extension agrées, pour chaque exercice fiscal, le montant des déductions ne pourra dépasser 50 % du bénéfice imposable.
Les investissements admis en déduction sur le bénéfice sont les biens mobiliers, immobiliers et matériels acquis à l’état neuf à l’occasion de la création d’entreprises nouvelles ou de projets d’extension agréés.
- Au titre de la patente : exonération du droit proportionnel pendant  six ans ;

- Au titre de la taxe patronale et d’apprentissage(TPA) : exonération totale pendant  six ans  de la taxe patronale et d’apprentissage.

Ces avantages liés à l’exploitation courent à partir de la date de démarrage constatée par un arrêté du Ministre chargé de l’industrie.
Le régime C
A l’investissement:
Au titre du droit de douane : l’acquittement du droit de douane de la catégorie 1 du tarif des douanes au taux de 5 % sur les équipements d’exploitation et le premier lot de pièces de rechange les accompagnant ;
Au titre de la TVA :
- L’exonération pour les entreprises nouvelles, de la TVA exigible sur les équipements d’exploitation et  le premier lot de pièces de rechange les accompagnant ;

- En cas d’extension, le remboursement de crédit de TVA dont dispose l’entreprise à l’issue d’une période de déclaration dans la limite de la TVA acquittée sur les équipements d’exploitation et  le premier lot de pièces de rechange les accompagnant ;

- L’exonération pour les entreprises nouvelles, de la TVA sur les équipements d’exploitation fabriqués localement ;

- Dans le cadre d’un contrat de crédit-bail assorti de transfert de l’exonération de la TVA et de l’acquittement du droit de douane de la catégorie 1 du tarif des douanes au taux de 5 %, les loyers des biens susmentionnés sont exonérés de TVA.

A l’exploitation
Au titre de l’impôt sur les bénéfices :
- Report des reliquats de déficits successivement jusqu’au  4e exercice  après le terme des reports déficitaires autorisés par la législation en vigueur ;

- Déduction pour les entreprises nouvelles d’une partie des investissements dont la nature sera définie par décret. Le montant des déductions autorisées est fixé à 50 % du montant des investissements retenus sans excéder 50 % du bénéfice imposable.

Ces déductions peuvent s’étaler sur sept exercices fiscaux successifs  au terme desquels, le reliquat du crédit d’impôt autorisé et non utilisé n’est ni imputable, ni remboursable. Pour les projets d’extension agréés, pour chaque exercice fiscal, le montant des déductions ne pourra dépasser 50 % du bénéfice imposable.
Les investissements admis en déduction sur le bénéfice sont les biens mobiliers, immobiliers et matériels acquis à l’état neuf à l’occasion de la création d’entreprises nouvelles ou de projets d’extension agréés.
- Au titre de la patente : exonération du droit proportionnel pendant sept ans ;

- Au titre de la taxe patronale et d’apprentissage(TPA) : exonération totale pendant sept ans de la totalité de la taxe patronale et d’apprentissage.

Ces avantages liés à l’exploitation courent à partir de la date de démarrage constatée par un arrêté du Ministre chargé de l’industrie.
Le régime D
A l’investissement
Au titre du droit de douane : l’acquittement du droit de douane de la catégorie 1 du tarif des douanes au taux de 5 % sur les équipements d’exploitation et le premier lot de pièces de rechange les accompagnant ;
Au titre de la TVA :
- L’exonération pour les entreprises nouvelles, de la TVA exigible sur les équipements d’exploitation et  le premier lot de pièces de rechange les accompagnant ;

- En cas d’extension, le remboursement de crédit de TVA dont dispose l’entreprise à l’issue d’une période de déclaration dans la limite de la TVA acquittée sur les équipements d’exploitation et  le premier lot de pièces de rechange les accompagnant ;

- L’exonération pour les entreprises nouvelles, de la TVA sur les équipements d’exploitation fabriqués localement ;

- Dans le cadre d’un contrat de crédit-bail assorti de transfert de l’exonération de la TVA et de l’acquittement du droit de douane de la catégorie 1 du tarif des douanes au taux de 5 %, les loyers des biens susmentionnés sont exonérés de TVA.

A l’exploitation
Au titre de l’impôt sur les bénéfices :
- Report des reliquats de déficits successivement jusqu’au 4e exercice  après le terme des reports déficitaires autorisés par la législation en vigueur ;

- Déduction pour les entreprises nouvelles d’une partie des investissements dont la nature sera définie par décret. Le montant des déductions autorisées est fixé à 50 % du montant des investissements retenus sans excéder 50 % du bénéfice imposable.

Pour ce qui concerne le régime D, ces déductions peuvent s’étaler sur sept exercices fiscaux successifs. Pour les projets d’extension agréés, pour chaque exercice fiscal, le montant des déductions ne pourra dépasser 50 % du bénéfice imposable.
Les investissements admis en déduction sur le bénéfice sont les biens mobiliers, immobiliers et matériels acquis à l’état neuf à l’occasion de la création d’entreprises nouvelles ou de projets d’extension agréés.
- Au titre de la patente : exonération du droit proportionnel pendant sept ans ;

- Au titre de la taxe patronale et d’apprentissage (TPA) : exonération totale pendant sept ans de la totalité de la taxe patronale et d’apprentissage.

Ces avantages liés à l’exploitation courent à partir de la date de démarrage constatée par un arrêté du Ministre chargé de l’industrie.
Les avantages liés à la décentralisation
Les entreprises qui réalisent des investissements dans une localité située à cinquante kilomètres au moins des centres de Ouagadougou et Bobo-Dioulasso bénéficient d’une prorogation de trois ans des avantages afférents à leurs régimes.
Elles bénéficient également de l’exonération totale des droits de mutation à titre onéreux pour toutes les acquisitions immobilières effectuées dans le cadre de l’investissement.
Régime fiscal des pôles de croissance
Les avantages accordés aux investisseurs dans le cadre de la SCADD sont étendus aux investissements réalisés sur les pôles de croissance, sans aucune condition relative au montant des investissements à réaliser, à la durée des projets et au nombre d'emplois à créer.

### Les avantages du régime
Pendant la phase d’investissement
Exonération de la taxe sur la valeur ajoutée (TVA), des droits de douane et autres prélèvements perçus à l'importation des biens et services destinés strictement à la réalisation du projet, à l'exécution de la redevance statistique, du prélèvement communautaire (PC) et du prélèvement communautaire de solidarité (PCS) ;
Exonération de la fiscalité intérieure sur les acquisitions de biens, services et travaux de toutes natures destinés exclusivement à la réalisation du projet.
Les sociétés titulaires de contrat de sous-traitance qui travaillent exclusivement pour les entreprises conventionnées sont éligibles au bénéfice des avantages ci-dessus.
- Exonération des impôts ci après:
- Impôt sur les sociétés (IS) ;
- Contributions des patentes (CP) ;
- Taxes des biens de mainmorte (TBM) ;
- Taxes patronale et d'Apprentissage (TPA) ;
- Impôt sur les revenus des créances (IRC).

La période de cette phase d'investissement qui court à partir de la date de signature de la convention d'investissement ne saurait excéder trente-six mois.
Pendant la phase d'exploitation
Acquittement des droits et taxes de douane au taux cumulé de 7,5 % sur tous les biens et services importés dans le cadre du projet pendant toute la durée de la convention ;
Exportation des biens et services produits ou transformés dans le cadre du projet en exonération totale des droits et taxes de douane ;
Exonération totale de l'impôt sur les sociétés (IS) pendant les sept premières années et application d'un taux de 15 % au bénéfice imposable à partir de la 8e année jusqu'à la douzième année.
Exonération pendant les dix premières années :
- du minimum forfaitaire de perception (MFP) ;
- de la contribution des patentes ;
- de la Taxe des biens de mainmorte (TBM) ;
- de la Taxe Patronale d'apprentissage (TPA) ;
- de l'impôt sur les revenus des valeurs mobilières.

Les modalités d'application de ce régime de faveur seront définies par voie réglementaire.